# Antroponimia vasca

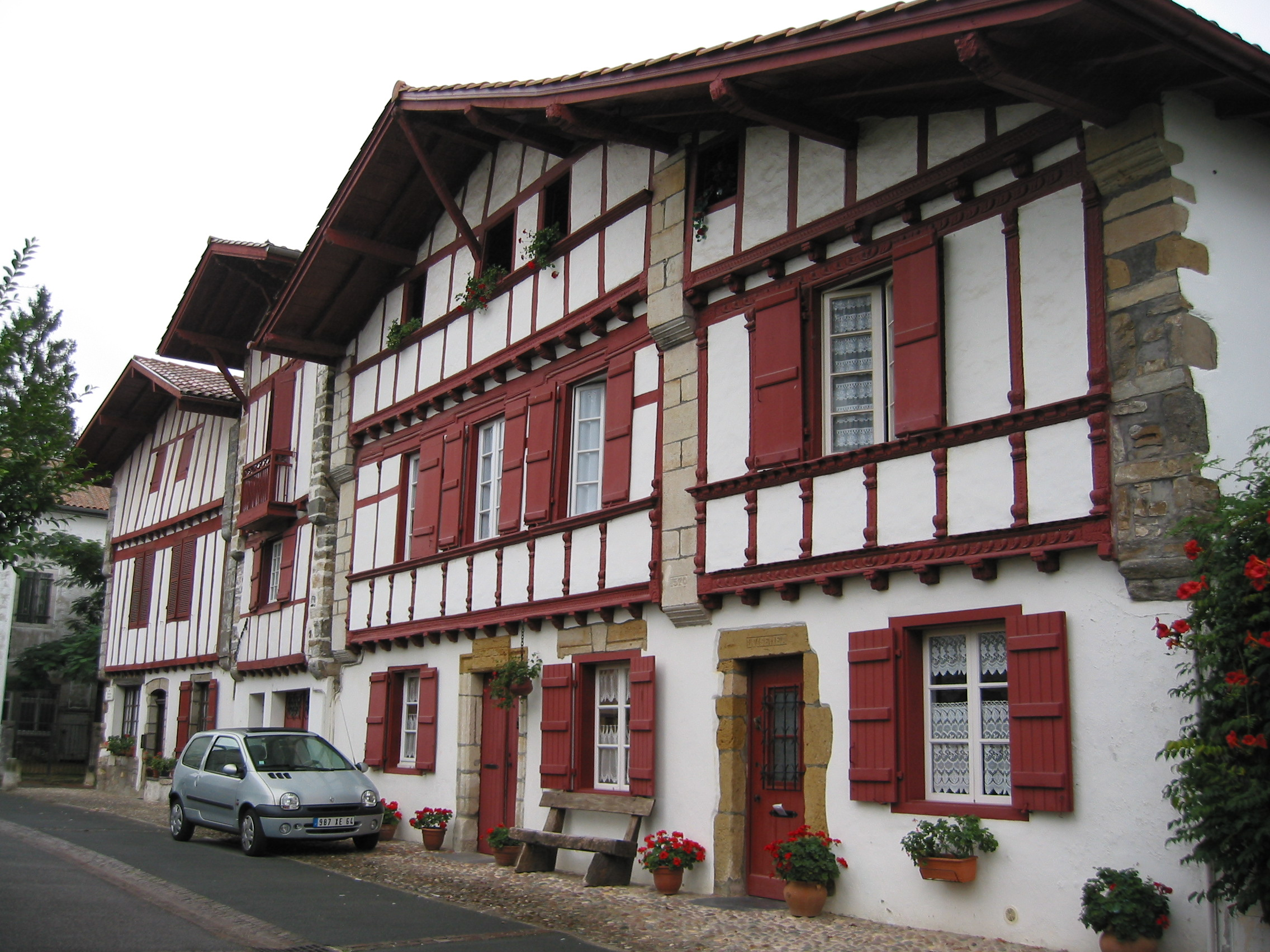
Una etxea vasca en Uztaritz

La antroponimia vasca proviene de una larga tradición, cuyos orígenes no son del todo conocidos, al igual que el propio idioma vasco o euskera. En la actualidad, la primera parte del nombre de una persona es el nombre de pila (que puede ser simple o compuesto) y después el apellido o apellidos. Los ciudadanos españoles tienen dos apellidos —por lo general, primero el paterno y segundo el materno—, mientras que los franceses tienen uno: Al nacer adquieren el apellido de uno de sus progenitores (hasta 2005, debía ser el del padre varón, y desde 2005 los padres pueden elegir que lleven el apellido paterno, el materno, o ambos separados por un guion.

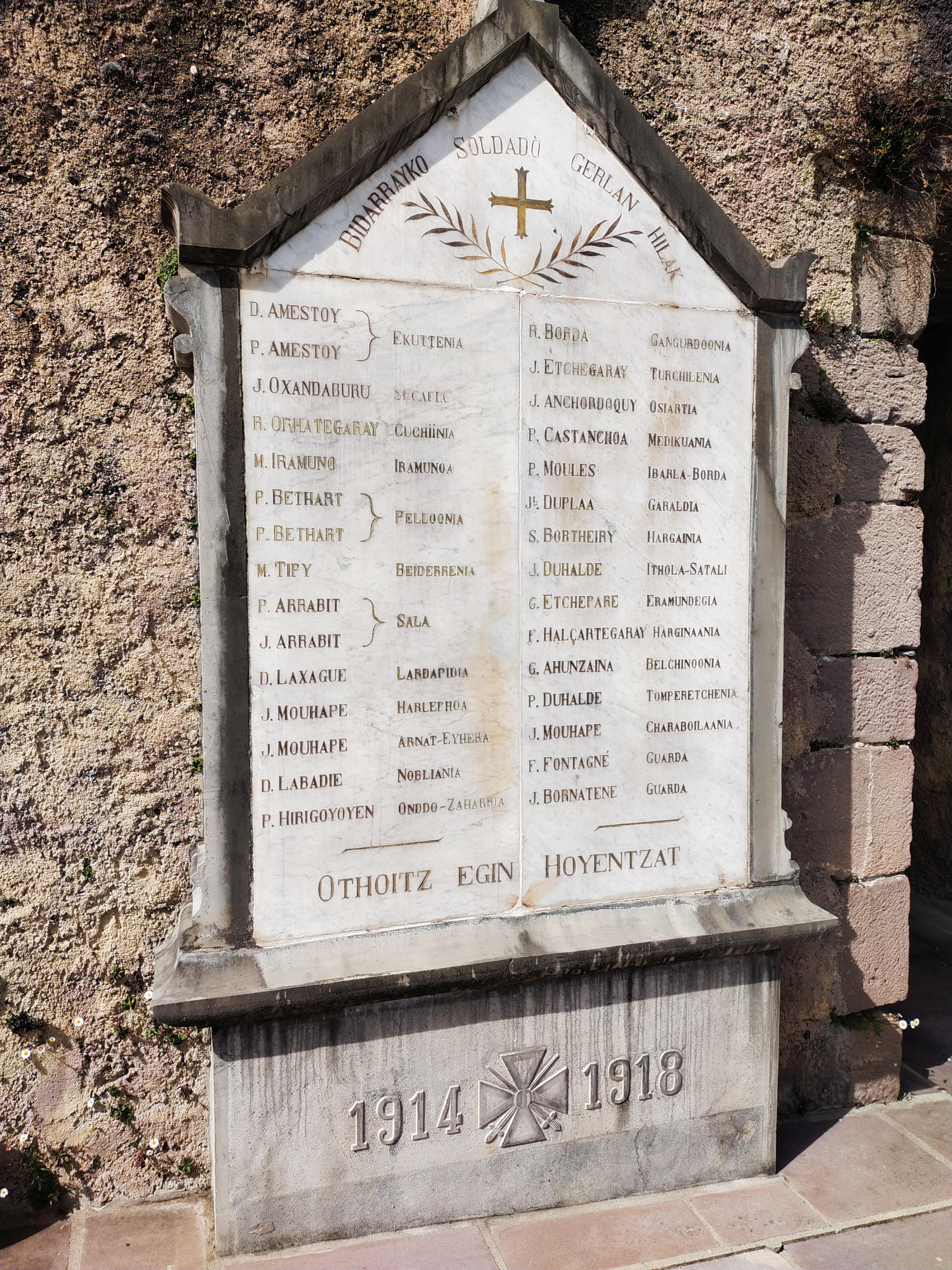
El memorial a los soldados muertos de Bidarray en la I Guerra Mundial lista la inicial del nombre de pila, el apellido y el nombre de la casa de cada fallecido, con un encabezado y un exhorto final en euskera, siguiendo las convenciones ortográficas del francés.

Los apellidos se pueden dividir en dos tipos principales, patronímicos y no patronímicos.
Los apellidos patronímicos como Aluariz (probablemente Alvariz, hijo de Alvar, ya que en aquellos días 'u' y 'v' eran indistinguibles), Obecoz o Garcez se encuentran entre los más antiguos, remontándose al siglo X. La monarquía vasca, incluido el primer rey de Pamplona, Íñigo Arista de Pamplona, o Eneko Aritza, fueron los primeros en utilizar este tipo de apellido. Los patronímicos son, con diferencia, los apellidos más comunes en todo el País Vasco y Navarra. 
Los apellidos no patronímicos son a menudo toponímicos que se refieren a la etxea de la familia, la casa familiar históricamente importante. Cuando una granja (baserri) se alquilaba a otra familia, a menudo los nuevos inquilinos eran conocidos localmente por el nombre de la granja en lugar de por su apellido registrado oficialmente. También se referían a la ocupación del jefe de la familia, como Olaberría (nuevo herrero) o Salaberría (nueva granja / agricultor) o podían describir dónde estaba su hogar, como Elizondo (junto a la iglesia).

## Nombres
La tradición ha deparado una serie de nombres procedentes de la antigüedad y sin equivalencia en castellano. Muchos de ellos fueron recopilados por el sacerdote José María Satrústegui, quien los publicó con el título de Euskal Izendegia. Nomenclátor Onomástico Vasco (1972). En referencia a las formas femeninas, cabe remarcar que la mayoría proceden de advocaciones marianas, muy abundantes en el País Vasco.
Se podrían señalar, a modo de ejemplo, los siguientes nombres vascos de origen arcaico:
- Masculinos:[2] Abar, Aiert, Aita, Aitor, Aizol, Alain, Alerto, Anakoz, Anko, Anskar, Antso, Apar, Aratz, Aritz, Arkaitz, Artzaia, Asal, Asier, Atenko, Aimar, Azubeli, Baraxil, Barko, Belko, Benux, Berbiz, Berdaitz, Berex, Bergoi, Bibiot, Bordat, Bortzaloriz, Ekain, Eneko, Eriz, Galder, Ganeko, Garikoitz, Garin, Gartxot, Gaskon, Gaxan, Geaxan, Gixon, Gutxi, Ibai, Ieltxu, Igota, Inguma, Inge, Irrintzi, Isusko, Izinu, Kusko, Loitzun, Luar, Maide, Maiorga, Maore, Merkat, Musko, Nabar, Naudin, Oier, Oihan, Omer, Otxando, Prexit, Sanzol, Sendoa, Trokas, Txaran, Txordon, Unai, Unax, Urdaspal, Urziol, Urko, Urtungo, Urtzi, User, Xango, Xemeko, Zain, Zekodin, Zigor.[3]
- Femeninos:[4] Ainara, Ainhize, Aizpea, Albire, Amagoia, Amaia, Amatza, Amuna, Anaurra, Andina, Andrekina, Andrezuria, Andrumea, Antsa, Añeta, Apain, Apala, Araiz, Arren, Asaride, Auriola, Bengoa, Betisa, Doltza, Dota, Dulanto, Eider, Enara, Geraxane, Gexina, Goiuri, Isibene, Ixone, Izina, Lamiñ, Laxia, Leibar, Leixuri, Letasu, Libe, Lur, Maia, Manta, Mina, Munia, Hodei, Oihane, Oihana, Oinaze, Olar, Oloriz, Oneka, Otsana, Saioa, Saura, Sorbe, Tala, Usmena, Xuxuna, Zidoni, Zigor.

Advocaciones marianas: Agirre, Aiala, Ainhoa, Aitziber, Akorda, Almike, Aloña, Altzagarate, Atxarte, Andikona, Andion, Arama, Arana, Arantzazu, Arbeiza, Areitio, Argiloain, Aritzaga, Arkija, Arkiloain, Arluzea, Armola, Arrako, Arrate, Arrigorria, Arritokieta, Artiza, Artzeina, Asa, Askoa, Axpe, Azitain, Bañano, Barazorda, Barezi, Barria, Basaba, Beatasis, Begoña, Bekorregi, Belate, Beloke, Beltxa, Beolarra, Burtzeña, Doniantzu, Dorleta, Edurtzeta, Elkuren, Erdoiza, Erdotza, Ergiña, Eriete, Erkuden, Ermin, Erniobe, Eskolumbe, Esozia, Estibaliz, Eunate, Gardotza, Goiaz, Goikoana, Goikuria, Gorritiz, Guruna, Hiart, Idoia, Idoibaltzaga, Idurre, Ikerne, Irantzu, Iratxe, Iriñuela, Iruñia, Isasi, Iturrisantu, Itziar, Izaskun, Jugatx, Kizkitza, Kodes, Lamiaran, Landa, Larraitz, Lasarte, Legarra, Leire, Leorin, Liernia, Lisagain, Loinaz, Lur, Mendi, Molora, Muskilda, Muxika, Nagore, Naiara, Nora, Oianko, Oitia, Olatz, Olite, Ondiz, Orbaiz, Ordizia, Oro, Oskia, Parezi, Sorauren, Tetxa, Uba, Ubaga, Uda, Ula, Uli, Untza, Unzizu, Uribarri, Urindorre, Uriz, Urrategi, Urretxa, Urrexola, Urtza, Usua, Uxue, Yera, Zaloa, Zearrotza, Zikuñaga, Zuberoa, Zumadoia.
Aparte de las formas sin equivalencia en otras lenguas, otros nombres en euskera proceden de la traducción de nombres latinos, castellanos o franceses, ya sean a su vez de origen latino, griego, hebreo o germánico; especialmente de la traducción del santoral católico efectuada por Sabino Arana en su Egutegi Bizkaitarra (1897), compilado y ampliado por Luis de Eleizalde en su Deun Ixendegi Euzkotarra (1910). Sin embargo, esta traducción conllevó una notable polémica por el hecho de estar basada en presupuestos creados ad hoc por sus autores, sin ninguna base lingüística en que apoyarse. En especial, se criticó el que los nombres masculinos terminasen mayoritariamente en a y los femeninos en e, con el argumento de que cuando son bebés, los niños y niñas lloran de forma distinta y vocalizando esos sonidos[cita requerida].
También adaptaron diversos fonemas y grupos de letras: la C-Q en K; la F en P; la V en B; los diptongos IA-AI en E, IO-OI en U y EO en O; P-T-K después de L o N se convierten en B-D-G; B-D-G después de S-T-D-Z se convierten en P-T-K; S-Z después de L-R-N se convierten en TS-TZ; S-Z después de I se convierten en X; DR-BR-TR seguidos de vocal se invierten, poniendo la vocal entre las consonantes. La propuesta de Arana y Eleizalde fue duramente criticada por numerosos lingüistas, especialmente Resurrección María de Azkue, Nicolás de Ormaechea y Severo Altube. Finalmente, dicha propuesta no fue admitida por la Real Academia de la Lengua Vasca, que a fecha de hoy solo admite la transcripción de nombres de otros idiomas al euskera adaptando diversas grafías a su equivalencia en idioma vasco: C por K, J por X, V por B, etc. Por ejemplo, Alejandro sería Alexandro frente al sabiniano Alexander; Carlos sería Karlos, frente a Karol o Karla; Enrique sería Henrike frente a Endika; y Ricardo sería Rikardo, frente a Errikarta. Aun así, muchos nombres propuestos por Arana y Eleizalde han pasado al acervo común de la población vasca y se han perpetuado en el tiempo, de tal forma que se puede decir que son ya nombres de pleno derecho de la antroponimia vasca. Entre ellos cabría destacar:
- Ane (Ana), Ander (Andrés), Andoni (Antonio), Arroxa (Rosa), Beronike (Verónica), Bixente o Bikendi (Vicente), Denis (Dionisio), Edurne (Nieves), Elisabete (Isabel),  Endika (Enrique), Eneko (Enneco, Íñigo), Errapel (Rafael), Estepan (Esteban), Gaizka (Salvador), Gorka (Jorge), Imanol (Manuel), Iñaki (Ignacio), Jokin (Joaquín), Jon (Juan), Joseba (José), Josu (Jesús), Julen (Julián), Karmele (Carmen), Kepa (Pedro), Koldobika (Luis), Maite (Amor), Mari o Miren (María), Mikel (Miguel), Nekane (Dolores), Pantzeska o Patxi (Francisco), Paul (Pablo), Perderika (Federico), Perdiñanda (Fernando), Terese (Teresa), Unai (Pastor), Usoa (Paloma), Xanti (Santiago).[7]

## Apellidos
Los apellidos vascos tienen una peculiar idiosincrasia, proveniente de su rica lengua de origen prácticamente desconocido, sin ninguna otra emparentada con ella. Por lo general, son apellidos polisintéticos, compuestos de varios elementos y raíces que pueden reflejar en un solo término un significado bastante complejo, derivado en su mayor parte de elementos topográficos. Aunque su origen es bastante homogéneo, algunos apellidos muestran influencia del latín y otras posteriores lenguas vernáculas, especialmente el castellano y el francés.
Según datos aportados por el registro civil, el apellido más común es García (de origen probablemente prerromano), tanto en Álava como en Vizcaya y en Guipúzcoa. Aparte de ese, los apellidos de origen vasco en el País Vasco más frecuentes son Agirre, Bilbao y Larrañaga, que, sin embargo, se encuentran en los puestos 17, 18 y 20 de los veinte apellidos más corrientes en la comunidad, ya que los primeros puestos están ocupados por apellidos patronímicos que pueden tener origen castellano:
| Número | Apellido  | Porcentaje |
| ------ | --------- | ---------- |
| 1      | García    | 2,67       |
| 2      | Fernández | 2,07       |
| 3      | González  | 2,00       |
| 4      | Rodríguez | 1,53       |
| 5      | López     | 1,51       |
| 6      | Martínez  | 1,48       |
| 7      | Pérez     | 1,48       |
| 8      | Sánchez   | 1,12       |
| 9      | Martín    | 1,03       |
| 10     | Gómez     | 0.98       |
| 11     | Ruiz      | 0,81       |
| 12     | Alonso    | 0,73       |
| 13     | Hernández | 0,61       |
| 14     | Álvarez   | 0,59       |
| 15     | Gutiérrez | 0,54       |
| 16     | Díaz      | 0,43       |
| 17     | Aguirre   | 0,42       |
| 18     | Bilbao    | 0,37       |
| 19     | Jiménez   | 0,29       |
| 20     | Larrañaga | 0,13       |

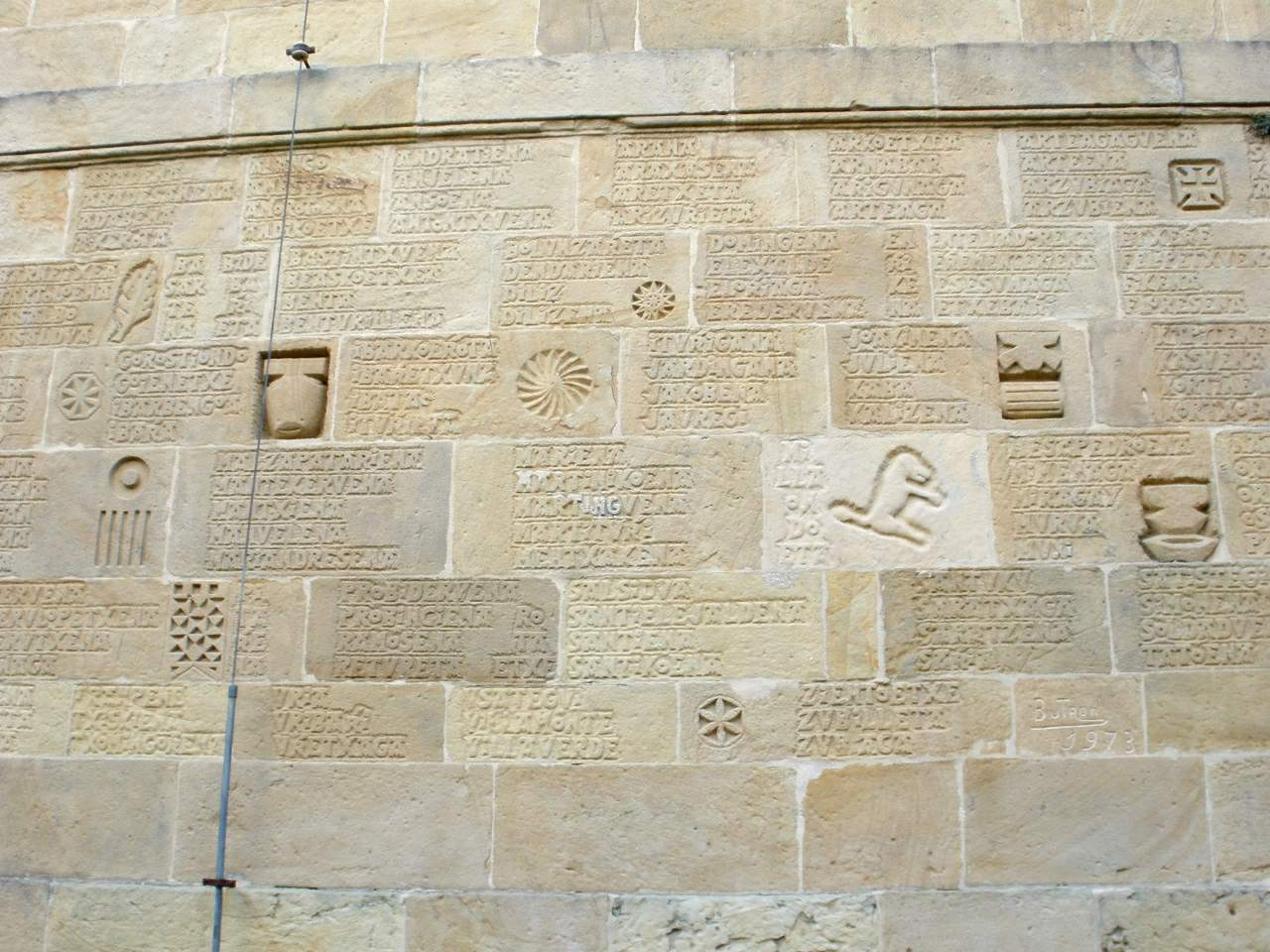
Relieve con nombres de caseríos de Guecho, en un muro de la Iglesia de Santa María.

Muchos de los apellidos vascos están compuestos de prefijos y sufijos, generalmente relativos a elementos geográficos o de la naturaleza. Entre ellos cabe destacar:
- Prefijos: agirre (campo, descampado, lugar alto), [h]aitz (peña, roca), [h]aran (valle), [h]aritz (roble), [h]arri (piedra), arte (encina), ibai/bai (río), baso/basa (bosque), bi (dos), buru (cima, cabeza o lugar prominente), dorre/torre (torre), egi (ladera), eiza, eliza (iglesia), [h]erri (pueblo), etxe (casa), gar (fuego), garai (alto), gaztelu (castillo), gorosti (acebo), gurutz (cruz), iara o igara (molino), ibar (ribera, valle), ipar (norte), [h]iri (villa), [h]iru (tres), iturri (fuente), izei/iza (abeto), jauregi (palacio), korta (cuadra, corral), landa (campo), larra (prado, dehesa), leize (cueva), ler (pino), litzar (fresno), mendi (monte), murgi (abedul), oi[h]an (bosque), [h]orma (pared), ortu (huerto), otso/otxo (lobo), pago (haya), portu (puerto, paso), erreka/reka (arroyo), sagasti (manzanal), sala (cortijo), soro/solo (heredad), teila/tella (teja), uharte/ugarte (isla), ur (agua), uri (villa, ciudad), urki (abedul), urri (octubre), urruti (lejano), zabal (ancho, llano, campo), zelai (pradera), zubi (puente), zulo (hoyo), zuri (blanco).

- Sufijos: a (el, la [artículo]), aga (lugar), agirre (campo, descampado, lugar alto), [h]aitz (peña, roca), alde (parte, lado, junto a), [h]andi (grande), [h]aran (valle), aurre (delante), berri/barri (nuevo), baso/basa (bosque), bazter (orilla, rincón), be/pe/beitia (bajo), beazkoa/beitia/bengoa (bodega, lugar bajo, parte inferior), beltza (negro), bide (camino), bil (redondo), borda (caserío), buru (cima, cabeza o lugar prominente), eder (bello), egi (ladera), ena (hijo de, de la casa de [patronímico]), enea (propiedad), eta (lugar, sitio [sufijo locativo y abundancial]), etxe (casa), garai (alto), garate (hórreo, granero), gibel (detrás), goien/goiti (arriba, parte alta), gorri (rojo), guen/gune/kuen/kune (límite), guren (límite), ibar (ribera, valle), jauregi (palacio), ko (de, del, de la [sufijo genitivo]), korta (cuadra, corral), larra (prado, dehesa), leku (sitio), luze (largo, alto), mendi (monte), ola (cabaña), ona (bueno), ondo (cerca), [h]otz/oz (frío), soro/solo (heredad), txiki/txipi (pequeño), txu/tzu/zu (abundancia), zabal (ancho, llano, campo), za[ha]r (viejo), zelai (pradera).

La combinación de estos elementos da lugar a un gran número de apellidos vascos, como por ejemplo: Aranburu («cima del valle»), Arteagabeitia («encinar de abajo»), Basagoiti («parte alta del bosque»), Etxebarria («casa nueva»), Gaztelumendi («monte del castillo»), Ibarruri («ribera de la ciudad»), Irigoien («villa de arriba»), Jauregizar («palacio viejo»), Landaluze («campo largo»), Larrabeitia («parte baja del prado»), Mendieta («sitio de montes»), Oianko («del bosque»),  Olagibel («detrás de la cabaña»), Ormaetxea («casa de paredes»), Portuondo («cerca del puerto»), Rekalde («junto al arroyo»), Solozabal («heredad ancha»), Ugartebide («camino de la isla»), Zabalegi («ladera ancha»), Zubiaga («lugar del puente»), etc.
Uno de los elementos más comunes es agirre, que además de como apellido en esa misma forma —como se ha mencionado, el más común de los apellidos vascos— se encuentra como elemento integrador de numerosos apellidos, tanto como prefijo (Agirrealexpeitia, Agirreamalloa, Agirreazkuenaga, Agirrebaltzategi, Agirrebarrena, Agirrebeitia, Aguirrebengoa, Agirreburualde, Agirregabiria, Agirregaraikoa, Agirregoitia, Agirregomezkorta, Agirregoiena, Agirreibarrondo, Agirrekortazar, Agirrelezeaga, Agirreolea, Agirresarobe, Agirretxe, Agirreurreta, Agirrezabal, Agirrezelaia), como sufijo (Altolagirre, Aristiagirre, Atxurraagirre, Beranoagirre, Eguzkiagirre, Iparragirre, Izagirre, Maneneagirre, Olatzagirre, Orkaizagirre, Zubiagirre).
Un elemento destacable son los sufijos posesivos –ena y -nea, que quieren decir «propiedad de, casa de, hijo de», y pueden seguir a un nombre de pila, a un apodo o a una profesión. Por ello semeja a un patronímico (de forma parecida al castellano –ez), aunque indique más fácilmente origen en la casa que recibe su nombre de un anterior propietario. Algunos ejemplos serían: Alontsoena (Alonso, Alfonso), Andresena (Andrés), Antonena (Antón, Antonio), Domingorena (Domingo), Ernandorena y Errandonea (Fernando), Erramundena (Ramón), Estebarena (Esteban), Felipena (Felipe), Isidorena (Isidro), Joanikorena (Juan), Karlosena (Carlos), Kristobalena (Cristóbal), Laurencena (Lorenzo), Loperena (Lope), Margaritarena (Margarita), Maritorena (María), Markosena (Marcos), Martiñena o Matxinena (Martín), Mikelarena o Mitxelena (Miguel), Nikolarena (Nicolás), Paskualena (Pascual), Paulorena (Pablo), Perurena (Pedro), Santxorena o Sanziñena (Sancho), Simonena (Simón), Tomasena (Tomás), etc.
Una de las características curiosas de los apellidos vascos es que, debido a la adición de diversos elementos, pueden dar lugar a apellidos verdaderamente largos, como por ejemplo: Abasoloaurtenetxe, Abendibarmallagarai, Agirregoitiafelipena, Aguirregomezkorta, Aranburukoerrota, Arbaitzasanjuangoa, Arriortuaaldekoetxea, Barañanobasterretxea, Barinagarrementeria, Bidagurenbeingoetxea, Etxabarriaerrandonea, Etxebarrietaaltaleorraga, Fullaondobustinzuria, Garaizabalategortua, Gerrikaetxebarria, Goitiaburularrazabal, Gracianteparaluceta, Iturriagaetxebarria, Koskorrotzaatxurra, Landarroitajauregi, Legarretaetxebarria, Madariagaerrandokoa, Muniategiandikoetxea, Olabegojeaskoetxea, Pagatzaurtunduagoienengoa, Sanagustinetxebarria, Solagurenbeaskoa, Untzetabarrenetxea, Uribarrifulagarai, Urrestiantsoleaga, Zabalgogeaskoa, Zengotitabengoa, Zuatzolazigorriaga, etc. Los apellidos vascos más largos conocidos son Burionagonatotorecagageazcoechea, perteneciente a un funcionario del ministerio de Finanzas en Madrid, en 1867, o el apellido Iturriberrigorrigoicoerrotaberricoechea perteneciente a un vasco-argentino publicado en Buenos Aires en 1920.
La película Ocho apellidos vascos debe su título a una conversación entre dos personajes sobre los supuestos apellidos de origen vasco de uno de ellos.

## Transcripción
Cabe señalar que los nombres y apellidos vascos pueden tener diversas grafías si son escritos en la forma canónica del euskera o bien adaptados a la fonética castellana o francesa: El euskera carece de letras como C, Ç, Q, V, W e Y (excepto para extranjerismos). El fonema /k/ se representa siempre como K. Prescinde de la letra V, siendo el fonema /b/ representado con la grafía B. La consonante africada postalveolar sorda /t∫/ (representada como CH en español y como TCH en francés) se transcribe como tx. La g se pronuncia siempre como /ɡ/, por lo que el euskera no interpone una u (a diferencia del francés y castellano gue o gui).
La R no suele encontrarse a principio de palabra, siendo habitual que se anteponga una vocal a ese sonido.
Por último, cabe mencionar que el euskera normativo se escribe sin signos diacríticos. Algunos ejemplos de apellidos con distinta grafía en euskera, castellano y francés son: Chasco-Txasko, Etxeberria-Echeberría-Etchevérry, Eizagirre-Eizaguirre-Eyçaguerre, Irulegi-Irúlegui-Irouléguy, Goienetxe-Goyeneche-Goyhenétché, Oiartzabal-Oyarzábal-Oyharçabal.